# Alexander Schrader

Alexander Schrader

Siegesmund Alexander Otto Johannes Schrader (* 4. Februar 1887 in Schernikau; † 6. März 1956 in Bevensen, Kreis Uelzen) war Reichstagsabgeordneter der NSDAP und SS-Sturmbannführer.

## Leben
| Schraders SS-Ränge  | Ernennung          |
| ------------------- | ------------------ |
| SS-Anwärter         | 25. Juli 1934      |
| SS-Mann             | 21. Januar 1935    |
| SS-Unterscharführer | 20. April 1935     |
| SS-Untersturmführer | 21. April 1936     |
| SS-Obersturmführer  | 5. Juni 1936       |
| SS-Hauptsturmführer | 12. September 1937 |
| SS-Sturmbannführer  | 20. April 1939     |

Schrader besuchte zwischen 1893 und 1901 die Dorfschule in Schernikau und das Realgymnasium in Gardelegen, dann anschließend die landwirtschaftliche Winterschule in Genthin. Zwischen 1906 und 1909 leistete er seinen Wehrdienst im 2. Garde-Ulanen-Regiment in Berlin ab. Die Landwirtschaft seines Vaters übernahm er 1912. Im Ersten Weltkrieg war Schrader von August 1914 bis September 1916 Soldat im 2. Garde-Fußartillerie-Regiment an der Westfront. Im September 1914 mit dem Eisernen Kreuz II. Klasse ausgezeichnet war er von 1917 bis November 1918 Unteroffizier in Jüterbog, Lötzen und Marienburg. Nach Kriegsende war er erneut als Landwirt in Schernikau tätig.
Von 1920 bis 1925 war Schrader Mitglied im Stahlhelm. Am 13. August 1925 trat er in die NSDAP (Mitgliedsnummer 68.690) zum 11. Oktober 1927 ein. Von Oktober 1929 bis 1933 war er Mitglied im Kreistag von Stendal, zudem gehörte er dem Gemeinderat seiner Heimatgemeinde an. Schrader engagierte sich in der Agrarpolitik; im November 1931 wurde er Zweiter Vorsitzender des Kreislandbundes Stendal und wurde zudem Landwirtschaftlicher Fachberater der NSDAP im Kreis Stendal. Im Juli 1932 wurde er im Wahlkreis 10 (Magdeburg) in den Reichstag gewählt, das Mandat behielt er im Reichstag in der Zeit des Nationalsozialismus.
Nach der „Machtergreifung“ der Nationalsozialisten übernahm Schrader weitere Ämter in der Agrarpolitik: 1933 wurde er Mitglied und Sprecher des Landesbauernrates in Sachsen-Anhalt, im Februar 1935 erhielt er auf Lebenszeit einen Sitz im Reichsbauernrat. Dem im April 1941 aus dem Reichsbauernrat hervorgegangenen „Reichsbeirat für Ernährung und Landwirtschaft“ gehörte er ebenfalls an. Nach seinem Eintritt in die SS am 25. Juli 1934 (Mitglieds-Nr. 263.246) wurde er 1936 ehrenamtlicher Bauernreferent der 21. SS-Standarte in Magdeburg. Ab dem 20. April 1937 leitete er das Gauamt für Agrarpolitik im Gau Magdeburg-Anhalt.
Schraders Verbleib nach Kriegsende ist nicht bekannt.